# Ando, Nara
Ando (japanska: 安堵町?, Ando-chō) är en landskommun (köping) i Nara prefektur i Japan.  